# Saurositus
Saurositus ist eine Gattung der Filarien mit drei Arten. Die Parasiten befallen Reptilien.

## Merkmale
Saurositus hat die Merkmale der Lemdaninae. Der Ösophagus ist kurz. Die Kaudalpapillen liegen bei Männchen in zwei Reihen vor der Kloake. Die raue Fläche (Area rugosa) um die Kloake ist punktiert. Die Spicula sind ungleich, kräftig und teilweise verschmolzen. Die Vulva liegt nahe des Endes des Ösophagus.

## Systematik
Das Interim Register of Marine and Nonmarine Genera weist folgende Arten aus:
- Saurositus agamae Macfie, 1924
- Saurositus indicus Deshmukh & Ali, 1965
- Saurositus macfiei Fitzsimmons, 1958